# 오르도스어
오르도스어(Ordos, 몽골어: ᠣᠷᠳᠣᠰ)는 내몽골 오르도스 지역을 중심으로 쓰이는 몽골어의 한 변이형으로, 역사적으로 오르도스 몽골족에게서 유래했다. 어떤 학자들은 표준 몽골어의 한 방언으로 보고, 어떤 학자들은 몽골어족 내의 별개 언어로 분류한다.

## 같이 보기
- 오르도스부